# Vienna Open 1981
Il Vienna Open 1981, noto anche come Fischer Grand Prix per motivi di sponsorizzazione, è stato un torneo di tennis giocato sul cemento indoor della Wiener Stadthalle di Vienna, in Austria. È stata la 7ª edizione del torneo, faceva parte del Volvo Grand Prix 1981 e si è giocato dal 19 al 25 ottobre 1981.

## Campioni

### Singolare maschile
Ivan Lendl ha battuto in finale  Brian Gottfried con il punteggio di 1–6, 6–0, 6–1, 6–2

### Doppio maschile
Steve Denton /  Tim Wilkison hanno battuto in finale  Sammy Giammalva Jr. /  Fred McNair con il punteggio di 7–5, 6–4